# 黄花小百合
黄花小百合（学名：Lilium nanum var. flavidum）为百合科百合属小百合的变种。分布在缅甸以及中国大陆的云南、西藏等地，生长于海拔3,800米至4,280米的地区，多生长在林缘及高山草地，目前尚未由人工引种栽培。